# きゃない
きゃない（1996年8月2日 - ）は、日本の男性シンガーソングライター。

## 来歴
2019年2月、地元の大阪・天王寺でソロシンガーとして路上ライブ活動を開始。2020年3月に上京し活動拠点を東京・神奈川に移した。
拠点を移した直後の緊急事態宣言及びまん延防止等重点措置発令によって思うような活動ができない期間は、オリジナル楽曲を制作しSNSで公開する「100日作曲」を行った。2020年12月25日に過去作を含めた、自主配信アルバム(「evergreen」, 「最悪な一日」, 「幸福論」, 「一等星になれなくても」)の4枚分、全30曲のデジタル配信を開始した（現在は配信停止)。
2021年3月、自身がTikTokに投稿したオリジナル楽曲「イヌ」の路上ライブ動画が話題を呼ぶ。同年8月1日にENS Entertainmentに所属し、同年12月に自身初となるフルバンド形式でのワンマンライブを開催した。
2022年4月、自身初のライブツアー（東京・大阪）を開催。
2022年3月にリリースされた楽曲「バニラ」は、Spotifyバイラルチャートなどにチャートインし、Billboard JAPANのチャート「Heatseekers Songs」では連続で1位を記録した。
2022年7月5日、一身上の都合によりアーティスト活動を休止することを発表し、既に発表されていたスケジュールは中止もしくは出演キャンセルとなったが2023年1月1日より活動再開。
2023年4月29日、東京で開催されたライブ「さいかい」にて、2023年6月14日にユニバーサルミュージック EMI Recordsからメジャーデビューすることを発表したが、2023年6月9日、諸般の事情により、デジタルデビューシングル「僕はヒーローになれない」のリリースを中止することが発表された。
2024年2月29日、2024年2月をもってENS Entertainmentとのマネジメント契約を終了し、退所したことを報告した。
2024年3月には活動再開後初となるライブツアー「さすがにもう活休できまへん東名阪弾き語りツアー」を開催し、完走。
その後、2024年7月から8月にかけて、活動再開後初となるバンドツアー「Ending Start」を5大都市で開催し、計6公演を完走した。
2024年8月から11月にかけて47都道府県路上ライブツアー「47×2都道府県おまコレ全部生身でツアー」を開催した。
2025年6月17日に東京で開催された「ダブルアンコール 東京編」にて重大発表として、オフィシャルホームページの新規開設と自身初のオフィシャルファンクラブ「マッシュROOM」の開設を発表した。

## ディスコグラフィ

### 配信デジタルシングル
|      | 発売日         | タイトル                                                           | 規格                   | 収録CD     |
| ---- | -------------- | ------------------------------------------------------------------ | ---------------------- | ---------- |
| 1st  | 2021年9月15日  | 『イヌ』                                                           | デジタル・ダウンロード | 星を越えて |
| 2nd  | 2021年10月27日 | 『コインランドリー』                                               | デジタル・ダウンロード | 星を越えて |
| 3rd  | 2022年1月26日  | 『夕暮れ』                                                         | デジタル・ダウンロード | 星を越えて |
| 4th  | 2022年3月9日   | 『バニラ』                                                         | デジタル・ダウンロード | 星を越えて |
| 5th  | 2022年5月11日  | 『紫陽花』                                                         | デジタル・ダウンロード | 星を越えて |
| 6th  | 2023年1月1日   | 『花火』cw/『バニラ (弾き語り ver.)』                              | デジタル・ダウンロード | 星を越えて |
| 7th  | 2023年2月22日  | 『愛の言葉』 cw/『イヌ (弾き語り ver.)』                           | デジタル・ダウンロード | 星を越えて |
| 8th  | 2024年4月26日  | 『地獄で会おうぜ』                                                 | デジタル・ダウンロード |            |
| 9th  | 2024年5月3日   | 『でこぼこ』                                                       | デジタル・ダウンロード |            |
| 10th | 2024年5月10日  | 『ネガティブフライ』                                               | デジタル・ダウンロード |            |
| 11th | 2024年5月17日  | 『句読点』                                                         | デジタル・ダウンロード |            |
| 12th | 2024年5月24日  | 『信号のない街』                                                   | デジタル・ダウンロード |            |
| 13th | 2024年5月31日  | 『おむかえさん』                                                   | デジタル・ダウンロード |            |
| 14th | 2024年6月7日   | 『ハッピーエンド』                                                 | デジタル・ダウンロード |            |
| 15th | 2024年6月14日  | 『人間』                                                           | デジタル・ダウンロード |            |
| 16th | 2024年6月21日  | 『ウサギ』                                                         | デジタル・ダウンロード |            |
| 17th | 2024年6月28日  | 『サイダー』                                                       | デジタル・ダウンロード |            |
| 18th | 2024年7月5日   | 『私の半分』                                                       | デジタル・ダウンロード |            |
| 19th | 2024年7月12日  | 『君のはじまり』                                                   | デジタル・ダウンロード |            |
| 20th | 2024年7月20日  | 『桃色』                                                           | デジタル・ダウンロード |            |
| 21st | 2024年7月27日  | 『HALLO』                                                          | デジタル・ダウンロード |            |
| 22nd | 2024年8月2日   | 『僕はヒーローになれない』 cw/『コインランドリー (弾き語り ver.)』 | デジタル・ダウンロード |            |
| 23rd | 2025年2月26日  | 『夜間飛行』                                                       | デジタル・ダウンロード |            |
| 24th | 2025年5月14日  | 『恋をするまでは』                                                 | デジタル・ダウンロード |            |

### アルバム
|     | 発売日        | タイトル   | 規格品番                                          | 収録曲 | 備考 |  |
| --- | ------------- | ---------- | ------------------------------------------------- | --- | ---- |  |
| 1st | 2023年3月15日 | 星を越えて | POCS-21056 (初回生産限定盤） POCS-21057（通常盤） | 1. イヌ 2. コインランドリー 3. 夕暮れ 4. バニラ 5. 紫陽花 6. 花火 7. 愛の言葉 初回限定盤付属Blu-ray - 「きゃない LIVE TOUR 2022東京大阪二股編」東京公演」 1. 革命 2. エトセトラ 3. 一等星 4. 紫陽花 5. イヌ 6. 花火 7. 夏休み 8. おまけ 9. 私の半分 10. ネガティブフライ 11. ネコ 12. バニラ 13. 時給自足 14. ホッピングシャワー 15. サイダー 16. 人間 -ENCORE- 17. 僕はヒーローになれない -ENCORE- 18. コインランドリー -ENCORE- |      |  |

## 主なライブ

### ワンマンライブ・参加イベント
| 開催日                         | タイトル                                                                              | 会場、備考 |
| ------------------------------ | ------------------------------------------------------------------------------------- | --- |
| 2021年8月2日・8月8日           | きゃない 1st ONE MAN LIVE「余談」                                                     | 新宿LOFT, virgin music in SAKAI Tick-Tuck |
| 2021年12月23日                 | きゃない One Man Live「初めまして最初の一歩」                                         | 恵比寿LIQUIDROOM |
| 2022年4月6日・4月8日           | きゃない LIVE TOUR 2022「東京大阪二股編」 -関西弁も可愛いんやけど標準語かて素敵やん?- | Spotify O-EAST, バナナホール |
| 2023年2月21日・2月26日         | きゃない 弾き語りツアー 2023「セカンドブルー」                                        | Shibuya WWW X, Music Club JANUS |
| 2023年4月22日 - 4月30日        | きゃないLIVE TOUR 2023「さいかい」                                                    | SPADE BOX, EX THEATHER ROPPONGI, 梅田 CLUB QUATTRO |
| 2024年3月9日・3月15日・3月31日 | さすがにもう活休できまへん 東名阪弾き語りツアー 「習慣活休」                          | 伏見ライオンシアター, HOLIDAY SHINJUKU, 梅田シャングリラ |
| 2024年7月6日 - 8月2日          | 「Ending start」                                                                      | PIGSTY, Shibuya eggman, GARRET udagawa , JAMMIN', Queblick, Banana Hall                                                                                            |
| 2024年12月23日                 | 「Fuck In Music」                                                                     | SHIBUYA CLUB QUATTRO |
| 2025年3月1日 - 4月6日          | 「大盤振る舞いツアー」                                                                | 下北沢MOSAiC, Spotify O-Crest, 太陽と虎, R.A.D, LIVE SQUARE 2nd LINE                                                                                               |
| 2025年6月6日・6月17日          | 「ダブルアンコール」                                                                  | Music Club JANUS, HOLIDAY SHINJUKU |
| 2025年8月1日 - 8月22日         | 「クラシックポップツアー」                                                            | 浜松FORCE, LION LIMITED SAKAE, 梅田BANGBOO, 高松 sound space RIZIN', Hiroshima CAVE-BE, Livehouse＆Club Peace, CLUB RIVERST, space Zero, SHIBUYA PLEASURE PLEASURE |

- 2022年6月4日 - SAKAE SP-RING 2022
- 2022年6月19日 - MUSIC CHAKRA!
- 2024年11月29日 - 産業能率大学 アーティストプロモーション「2024 Artist Promotion 紫苑」
- 2025年2月28日 - 窓際ぼっち倶楽部

「タイムマシンがあったら生まれる前に戻ってツアー」
- 2025年3月20日 - ZERO NEN CIRCUIT
- 2025年4月19日・20日 - 愛媛オレンジバイキングスホーム最終戦 イベント
- 2025年4月27日 - BUBBLETOUR 2025 in OSAKA
- 2025年5月4日 - LIVEHOLIC presents. “革命ロジック2025“ supported by Skream! & 激ロック
- 2025年6月8日 - SAKAE SP-RING 2025

## テレビ出演
- 2022年5月16日 - TBS CDTVライブ!ライブ!
  - 披露曲「バニラ」
- 2022年7月3日 - フジテレビ Love music
  - 披露曲「バニラ」
- 2023年3月4日 - NHK Venue101
  - 披露曲「バニラ」
- 2023年3月15日 - テレビ朝日 BREAK OUT (テレビ番組)
  - 披露曲「バニラ」